# Arnolfini-Hochzeit
Das unter dem Namen Arnolfini-Hochzeit bekannte Doppelporträt des flämischen Malers Jan van Eyck entstand 1434. Das signierte und datierte Tafelbild zeigt möglicherweise ein Mitglied der im 15. Jahrhundert in Brügge tätigen Kaufmannsfamilie Arnolfini und seine Gattin oder, so eine andere Annahme, Jan und Margarete van Eyck. Das Gemälde befindet sich heute in der National Gallery in London.

## Darstellung
Bei dem Bild handelt es sich um das Doppelporträt eines Ehepaars. Das prächtig gekleidete Paar steht in einem mit einem Bett, einer Sitzbank, einem prächtigen Leuchter und einem runden Wandspiegel ausgestatteten und durch das große Fenster auf der linken Bildseite erhellten Zimmer. Der Mann und die Frau haben ihre Hände ineinander gelegt; seine Rechte ist erhoben, die linke Hand der Frau liegt auf ihrem stark gewölbten Bauch. Zu ihren Füßen befindet sich ein kleiner Hund, vermutlich ein Vorläufer eines Affenpinschers. In dem vom Passionsszenen gerahmten Spiegel erkennt man zwei weitere Personen in einer Türöffnung; links neben dem Spiegel hängt ein Rosenkranz. Am Deckenleuchter brennt nur eine Kerze an der Seite des Mannes.

## Personen

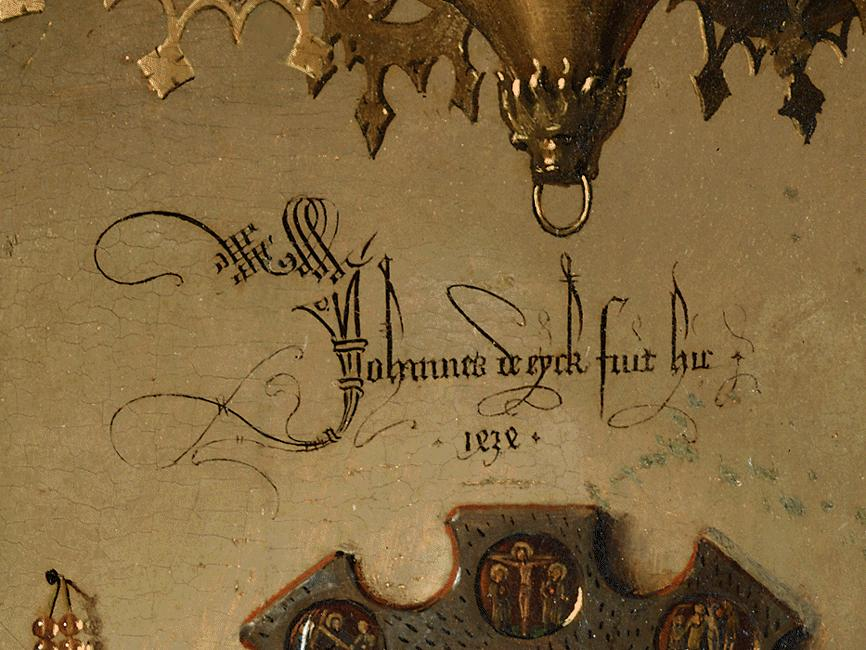
Detail: Johannes de Eyck fuit hic 1434

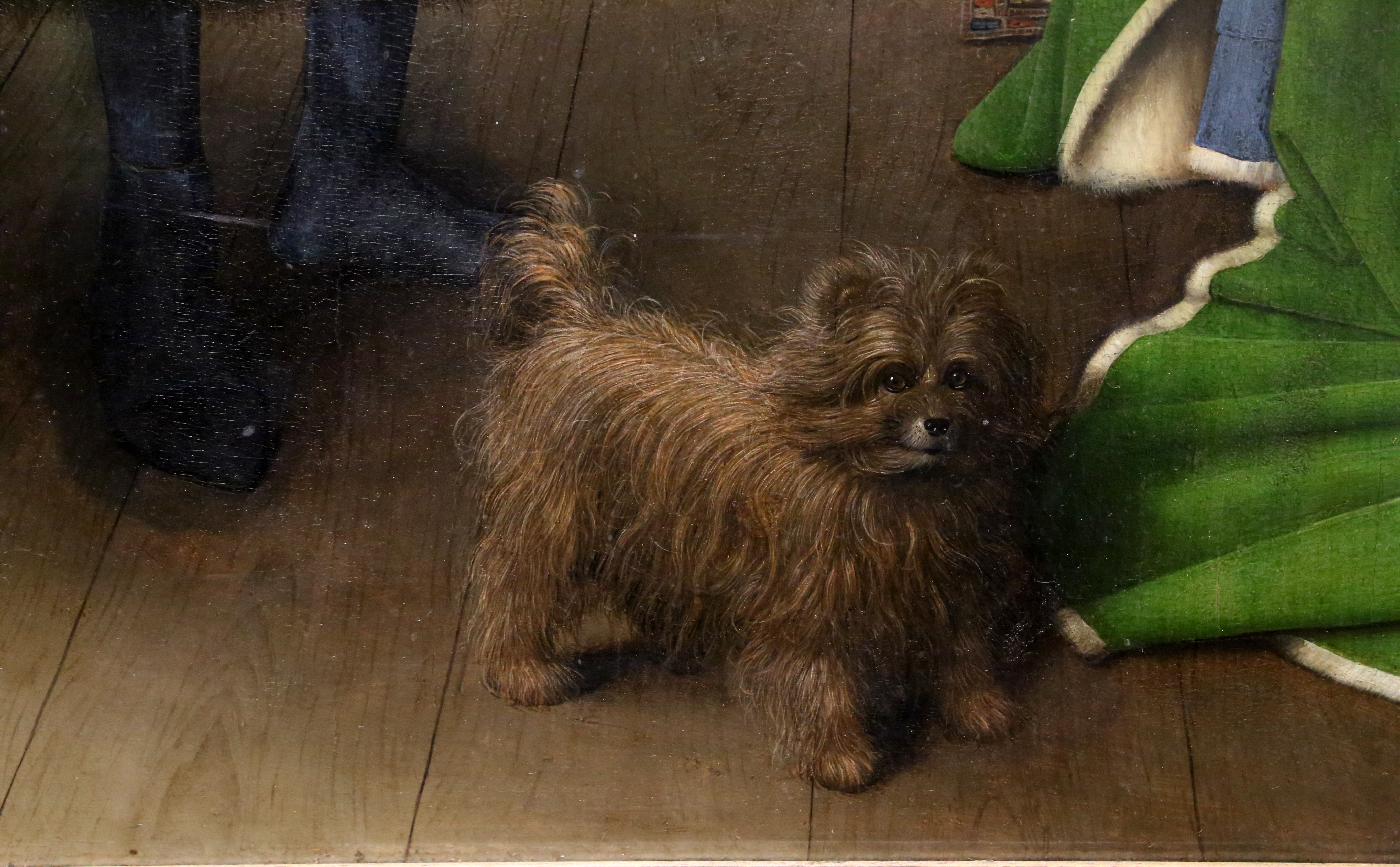
Detail: Hund zu Füßen der Frau

Weder die Dargestellten noch die Auftraggeber des Bildes sind sicher zu identifizieren. In einem Inventar der Margarete von Österreich 1523/1524 ist es als „Großes Tafelbild, Hernoult le Fin mit seiner Frau in einem Zimmer“ verzeichnet. Seit der Interpretation des Namens „Hernoult le Fin“ bzw. „Arnoult le Fin“ in einem zweiten Inventar (früher gelegentlich durch einen Transkriptionsfehler als „le Sin“ angegeben) als französisierte Form des italienischen Namens „Arnolfini“ durch die Kunsthistoriker Joseph Archer Crowe und  Giovanni Battista Cavalcaselle (1857) wurde von der kunstwissenschaftlichen Forschung eine mögliche Identifizierung mit Giovanni di Arrigo Arnolfini, dessen Bruder Michele bzw. beider Cousin Giovanni di Nicolao Arnolfini diskutiert. Die Arnolfini waren eine große Kaufmanns- und Bankiersfamilie, die im 15. Jahrhundert in Brügge ansässig waren.
In der Forschung wird seit dem 19. Jahrhundert auch die These vertreten, dass es sich um ein Selbstbildnis des Malers mit seiner Ehefrau Margarete van Eyck handeln könnte; einen Überblick hierzu bietet Anna Simon. Die unter anderem auf die Signatur und die Darstellung einer geschnitzten Holzstatuette der heiligen Margaretha neben dem Kopf der Frau gestützte Überlegung wurde auch in jüngerer Zeit wieder aufgegriffen. Die Signatur des Malers befindet sich über dem Spiegel. Statt der auf anderen seiner Bilder verwendeten Formulierung Johannes de Eyck fecit („Jan van Eyck hat [es] gemacht“) ist hier Johannes de Eyck fuit hic 1434 („Jan van Eyck ist hier gewesen 1434“) zu lesen.

Die Meinung, hier sei eine Hochzeit oder eine Verlobung dargestellt, gilt seit den Forschungen des britischen Kunsthistorikers Lorne Campbell (1998) als widerlegt. 

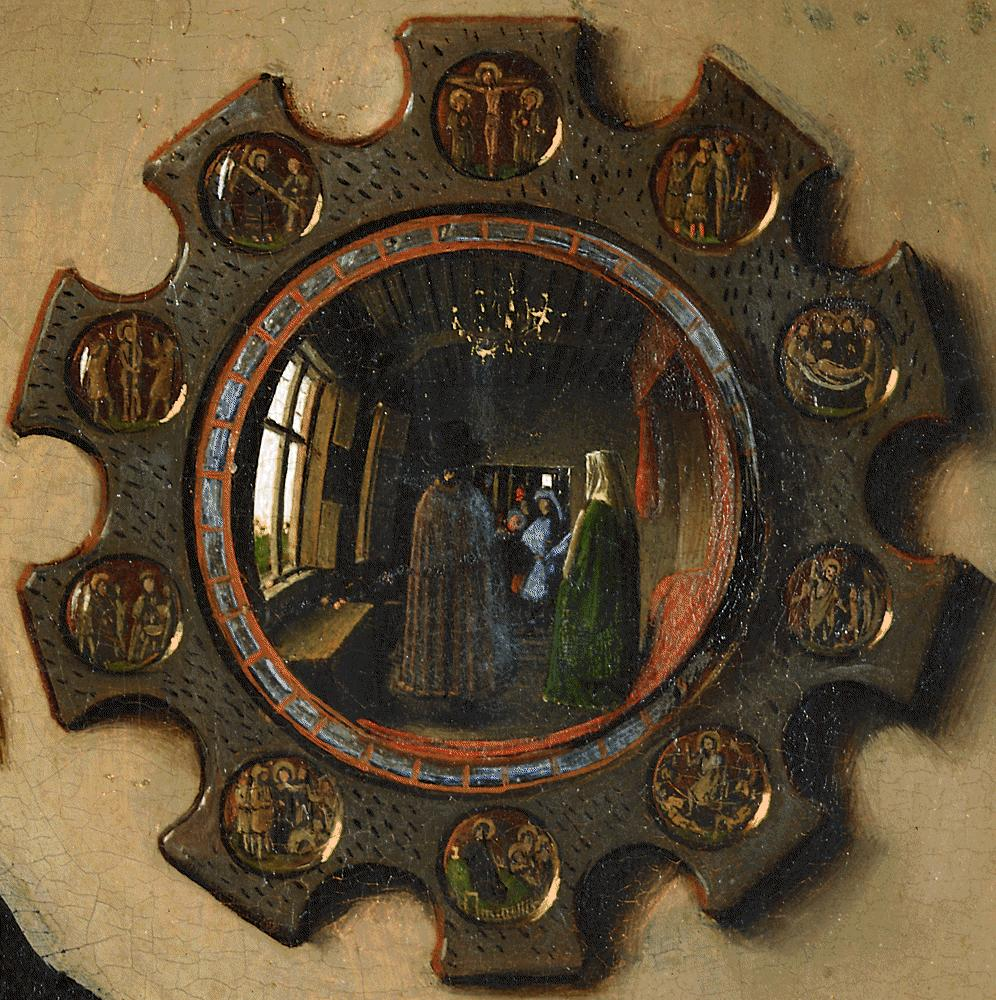
Detail: Spiegel